# Lire (monnaie)
Pour les articles homonymes, voir Lire.
La lire est une unité monétaire, dont la valeur et les subdivisions ont varié suivant les pays et les époques. Il s'agit en fait de la même monnaie que la livre dont c'est une variante graphique.

## Unités monétaires actuelle
- la lire (ou livre) turque, utilisée en Turquie.

## Unités monétaires abandonnées
- la lire italienne, utilisée en Italie avant son adoption de l'euro
  - la lire vaticane, utilisée au Saint-Siège en parallèle de la lire italienne avant son adoption de l'euro
  - la lire de Saint-Marin. utilisée à Saint-Marin en parallèle de la lire italienne avant son adoption de l'euro
- la lire maltaise, utilisée à Malte avant son adoption de l'euro
- lires historiques (Venise, Gênes, Lombardie, etc.).